# Gregor Krek
Gregor Krek, född 8 mars 1840 i Četena Ravan, Krain, död 2 augusti 1905 i Graz, var en slovensk språkforskare.
Krek blev docent i Graz 1866 på avhandlingen Die nominale Flexion des Adjektivs im Alt- und Neuslovenischen och utnämndes efter studien Über die Wichtigkeit der slavischen traditionellen Literatur als Quelle der Mythologie 1871 till extra ordinarie professor, samt 1875 till ordinarie professor, vid Universitetet i Graz. Hans mest kända arbete är Einleitung in die slavische Literaturgeschichte und Darstellung ihrer älteren Perioden. År 1902 pensionerades Krek och levde därefter mest i Ljubljana där han också ligger begravd.
Gregor Krek var far till juristen, universitetsrektorn och musikern Gojmir Gregor Krek (1875–1942).